# Scopula rosea
Scopula rosea är en fjärilsart som beskrevs av Hans Rebel 1910. Scopula rosea ingår i släktet Scopula och familjen mätare. Inga underarter finns listade.